# 糸魚川藩
糸魚川藩（日语：／ Itoigawa han */?）曾經是位於日本越後國（新潟縣糸魚川市）的藩領。藩廳位於糸魚川陣屋。

## 歷史
1691年（元祿4年）立藩，藩主是有馬清純。4年後移居至丸岡藩，一度成為了天領。1699年（元祿12年）本多助芳由出羽村山藩遷至糸魚川，於1717年（享保2年）遷往飯山藩。取而代之是松平直之，越前松平家統治至幕末為止。在廢藩置縣後，成為了清崎縣。

### 有馬家
外樣5万石。
1. 有馬清純

### 本多家
譜代1万石。
1. 本多助芳

### 越前松平家
親藩1万石。
- 松平直堅
- 松平直知

1. 松平直之
2. 松平直好
3. 松平堅房
4. 松平直紹
5. 松平直益
6. 松平直春
7. 松平直廉
8. 松平直靜